# Badia Hope
Badia Hope es una cala situada a la costa est de l'illa James del grup Grafton al sector de les illes del NO de l'arxipèlag de la Terra del Foc a la regió austral de Xile.
Administrativament pertany a la comuna de Punta Arenas, província de Magallanes de la Regió de Magallanes i l'Antàrtica Xilena.
Des de fa aproximadament 6000 anys les seves costes van ser habitades pel poble kawésqar. Al començament del segle segle xxi aquest poble havia estat pràcticament extingit per l'acció de l'home blanc.

## Ubicació
Es troba al sector de les illes del NO de l'arxipèlag de Terra del Foc sobre la costa sud de l'illa Carlos i des del punt de vista orogràfic al sector de la zona cordillerana o insular.
Està a la costa oriental de l'illa James, pertanyent al grup Grafton. En la seva entrada hi ha alguns sargassos, els que pel que sembla no són perillosos. Es pot fondejar en ella en 14 a 20 metres d'aigua en fons de sorra. Ha estat freqüentada des d'antic per les goletas llobateres.

## Història
Les seves costes van ser recorregudes pels kawésqar des de fa més de 6000 anys fins a mitjan segle xx. Al començament del segle XXI aquest poble havia estat pràcticament extingit per l'acció de l'home blanc.
A finals del segle xviii, a partir de l'any 1788 van començar a arribar a la zona els baleners, els llobers i caçadors de foques anglesos i estatunidenques i finalment els chilotes.
Les següents expedicions van efectuar treballs hidrogràfics en el sector de la badia Hope:
- 1774 - James Cook al desembre, va recórrer i va aixecar sectors de la costa oceànica de l'arxipèlag de la Terra del Foc des del Cap Desitjat fins al Cap de Hornos. HMS Resolution. Segon viatge. Expedició anglesa.
- 1829 - Robert FitzRoy en el primer viatge del HMS Beagle. Expedició anglesa.[5]

El comandant Robert FitzRoy amb el HMS Beagle va estar treballant en aquest sector des del 3 de gener del 1830 fins al 14 del mateix mes i any. El 3 de gener va veure fogates i indígenes al cap Gloucester fondejant a la dàrsena Laura de la badia Euston. El 7 de gener va enterrar dos memorials en el cim del cap Gloucester. Durant el període va tenir contacte amb diversos foguins. El 13 es va traslladar a un ancoratge a l'illa Isabella i el 14 de març va navegar fins a l'illa Fúria fondejant en Caleta Nord.
Wanderer. Pailebot nord-americà, dedicat a la caça de llops marins, va naufragar en la badia el 17 d'octubre del 1881.

## Característiques geogràfiques
Reina gairebé permanentment el mal temps, pluja copiosa, cel ennuvolat. Clima marítim amb temperatura parella durant tot l'any. El vent predominant és de l'oest.
Hi ha baies silvestres i un tipus d'alga marina. Abunden les oques i ànecs silvestres. A la seva costa s'obtenen mitílids, petxelines i eriçons. Arriben a la caleta llops de mar, llúdries, dofins i balenes.